# 2-Stunden-Rennen von Anderstorp 1970

Streckenlayout des Scandinavian Raceway

Das 2-Stunden-Rennen von Anderstorp 1970 auch Euro 2L Scandinavian Raceway, Anderstorp, fand am 7. Juni auf dem Scandinavian Raceway statt und war das vierte Rennen der Sportwagen-Europameisterschaft dieses Jahres.

## Das Rennen
Nach dem Rennen im finnischen Hämeenlinna war die Veranstaltung in Anderstorp das zweite Rennen der Sportwagen-Europameisterschaft 1970, das in Skandinavien stattfand. Die beiden Wertungsläufe, die zu einer Gesamtwertung addiert wurden, gewann Joakim Bonnier im Lola T210. In der Addition hatte er 23 Sekunden Vorsprung auf den einen Chevron B16 fahrenden Brian Redman.

## Ergebnisse

### Schlussklassement
| 1               | P 2.0  | 3  | Ecurie Bonnier                    | Joakim Bonnier               | Lola T210        | 80 |
| 2               | P 2.0  | 1  | Chevron Cars                      | Brian Redman                 | Chevron B16      | 80 |
| 3               | S 2.0  | 26 | Abarth Corse                      | Johannes Ortner              | Abarth 2000S     | 79 |
| 4               | P 2.0  | 46 | Koepchen Tuning                   | Dieter Basche                | Chevron B16      | 78 |
| 5               | S 2.0  | 24 | Team Radio Veronica               | Ed Swart                     | Abarth 2000S     | 78 |
| 6               | S 2.0  | 28 | Sergio Morando                    | Sergio Morando               | Abarth 2000S     | 78 |
| 7               | GT 2.0 | 31 | Leif Hansen                       | Leif Hansen                  | Porsche 914/6    | 69 |
| 8               | GT 2.0 | 40 | Malvac Racing                     | Hakan Hakansson Bengt Ekberg | Porsche 911S     | 68 |
| 9               | GT 2.0 | 32 | Guss Motor                        | Jan Agrén                    | Lotus Elan       | 68 |
| 10              | GT 2.0 | 42 | Key-Club Barcelona                | Sten Frodhe                  | Porsche 911T     | 67 |
| 11              | GT 2.0 | 35 | Kurt Simonsen                     | Kurt Simonsen Roland Larsson | Porsche 911S     | 67 |
| 12              | GT 2.0 | 35 | Valvoline Circle of Racing        | Ole Fall                     | Porsche 911      | 66 |
| Ausgefallen     |        |    |                                   |                              |                  |    |
| 13              | P 2.0  | 20 | AB Sportscars                     | Picko Troberg                | Focus Mk.6       | 55 |
| 14              | P 2.0  | 2  | Worcestershire Racing Association | John Burton                  | Chevron B16      | 45 |
| 15              | P 2.0  | 16 | BG Racing Team                    | Karl von Wendt               | Lola T210        | 40 |
| 16              | P 2.0  | 18 | Abarth Corse                      | Reine Wisell                 | Abarth 2000SP    | 32 |
| 17              | P 2.0  | 5  | Guy Edwards                       | Guy Edwards                  | Astra RNR2       |    |
| 18              | P 2.0  | 6  | Daren Cars Ltd.                   | Jeremy Richardson            | Daren Mk.2       |    |
| 19              | P 2.0  | 8  | Mark König                        | Mark König                   | Nomad Mk.2       |    |
| 20              | S 2.0  | 21 | Edward Negus                      | Edward Negus                 | Chevron B8       |    |
| 21              | S 2.0  | 25 | Alfa Romeo Deutschland            | Michel                       | Alfa Romeo T33/2 |    |
| 22              | GT 2.0 | 37 | Jan Lundgårdh                     | Jan Lundgårdh                | Porsche 911S     |    |
| Nicht gestartet |        |    |                                   |                              |                  |    |
| 23              | P 2.0  | 15 | Hans Wängstre                     | Hans Wängstre                | Ferrari Dino 246 | 1  |
| 24              | GT 2.0 | 38 | Claude Grollier                   | Claude Grollier              | Alpine A110      | 2  |
| 25              | S 2.0  | 45 | Andrew Fletcher                   | Andrew Fletcher              | Chevron B8       | 3  |

1 nicht gestartet
2 nicht gestartet
3 Wagenbrand im Training

### Nur in der Meldeliste
Hier finden sich Teams, Fahrer und Fahrzeuge, die ursprünglich für das Rennen gemeldet waren, aber aus den unterschiedlichsten Gründen daran nicht teilnahmen.
| Pos. | Klasse | Nr. | Team                       | Fahrer              | Chassis              |
| ---- | ------ | --- | -------------------------- | ------------------- | -------------------- |
| 26   | P 2.0  | 4   | Ian Skailes                | Ian Skailes         | Chevron B16          |
| 27   | P 2.0  | 7   | William Tuckett            | William Tuckett     | Gropa CMC            |
| 28   | P 2.0  | 9   | Richard Broström Sportcars | Björn Waldegård     | Porsche 910/8 Spyder |
| 29   | P 2.0  | 11  | Roger Nathan Racing Ltd.   | Roger Nathan        | Astra RNR2           |
| 30   | P 2.0  | 12  | Metronome Racing           | Kaj Bjerke          | Astra RNR1           |
| 31   | P 2.0  | 14  | Koepchen-Eifelland         | Helmut Kelleners    | Chevron B16          |
| 32   | P 2.0  | 17  | German BG Racing Team      | Willi Kauhsen       | Lola T210            |
| 33   | S 2.0  | 22  | Intertech Steering Wheels  | Angus Clydesdale    | Chevron B8           |
| 34   | S 2.0  | 23  | Martin Blackie             | Martin Blackie      | Chevron B8           |
| 35   | S 2.0  | 27  | Ed Swart                   | Ed Swart            | Abarth 2000S         |
| 36   | S 2.0  | 29  | Charles Graemiger Racing   | Charles Graemiger   | Chevron B8           |
| 37   | S 2.0  | 30  | Pilone Franco Italiana     | Pilone Franco       | Abarth 2000S         |
| 38   | GT 2.0 | 33  | Christin Racing Team       | Gunnar Christin     | Porsche 911L         |
| 39   | GT 2.0 | 34  | Georg Loos                 | Georg Loos          | Porsche 911L         |
| 40   | GT 2.0 | 39  | Yngve Johansson            | Yngve Johansson     | Porsche 911S         |
| 41   | GT 2.0 | 41  | Bengt Ekberg               | Bengt Ekberg        | Porsche 911          |
| 42   | GT 2.0 | 43  | Åke Olofsson               | Åke Olofsson        | Triumph GT6          |
| 43   | GT 2.0 | 44  | Christian Jürgensen        | Christian Jürgensen | Porsche 911          |

### Klassensieger
| Klasse | Fahrer          | Fahrer        | Fahrzeug   | Platzierung im Gesamtklassement |
| ------ | --------------- | ------------- | ---------- | ------------------------------- |
| P 2.0  | Joakim Bonnier  | Lola T210     | Gesamtsieg |                                 |
| S 2.0  | Johannes Ortner | Abarth 2000S  | Rang 3     |                                 |
| GT 2.0 | Leif Hansen     | Porsche 914/6 | Rang 7     |                                 |

### Renndaten
- Gemeldet: 43
- Gestartet: 22
- Gewertet: 12
- Rennklassen: 3
- Zuschauer: 6000
- Wetter am Renntag: warm und trocken
- Streckenlänge: 4,000 km
- Fahrzeit des Siegerteams: 2:09:49,500 Stunden
- Gesamtrunden des Siegerteams: 80
- Gesamtdistanz des Siegerteams: 320,000 km
- Siegerschnitt: unbekannt
- Pole Position: Joakim Bonnier – Lola T210 (#1) – 1:35,000
- Schnellste Rennrunde: Joakim Bonnier – Lola T210 (#1) – 1:35,500 = 151,500 km/h
- Rennserie: 4. Lauf zur Sportwagen-Europameisterschaft 1970